# 郝鵬 (1881年)
郝鵬（1881年—1946年），字浴滄（一作雨蒼），直隷省順天府三河縣人，清朝及中華民国政治人物。

## 生平
山東高等学校畢業。歷任奉天的小学堂總監督、留学預備学校教員、中学堂監督。後來，任湖北省官報局總理、山東省勸業公所農務科科長。中華民国成立後，歷任北京政府財政部僉事、總務廳廳長。1924年（民国13年）12月至1926年（民国15年）1月，任直隷省財政廳廳長。此後，為張宗昌的幕僚，被任命為安徽省省長。1927年（民国16年）引退。
1941年（民国30年）10月，任汪精衛的南京国民政府華北政務委員会華北河渠委員会委員。翌年1月，任蘇淮特別区行政長官，同年3月兼任蘇淮特別区保安司令。1943年（民国32年）9月，調任国民政府政務参贊。抗戰勝利後被逮捕，後病逝於濟南。